# IWGP U-30 Openweight Championship

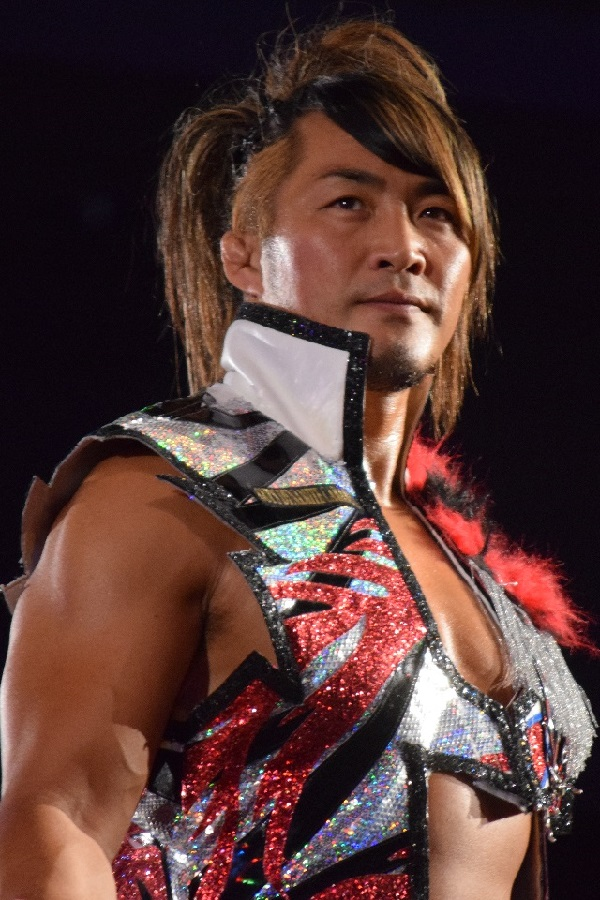
L'ultimo e due volte campione Hiroshi Tanahashi

L'IWGP U-30 Openweight Championship è stato un titolo di wrestling di proprietà della New Japan Pro-Wrestling (NJPW). Esso era destinato ai wrestler di ogni peso ma di età inferiore ai 30 anni.

## Storia
Il 23 aprile 2003, Hiroshi Tanahashi propose la creazione di un titolo destinato a wrestler di età inferiore ai 30 anni. Tale titolo, l'IWGP U-30 Openweight Championship venne assegnato nella finale del torneo G2 U-30 Climax che venne vinta dallo stesso Tanahashi, il quale sconfisse Shinya Makabe. Il titolo venne infine riconosciuto dalla New Japan Pro-Wrestling (NJPW) nel novembre del 2004.
Solo due campioni tra i tre regni sono stati incoronati durante i suoi tre anni di esistenza, il campione inaugurale Hiroshi Tanahashi e Shinsuke Nakamura.
All'età di 30 anni, Tanahashi ha lasciato il titolo il 7 giugno 2006 per concentrarsi sull'IWGP Heavyweight Championship, e poco dopo l'U-30 Openweight Championship venne disattivato.

## Albo d'oro
Statistiche aggiornate al 8 maggio 2025.
| Simboli | Significato                                                                        |
| ------- | ---------------------------------------------------------------------------------- |
| †       | Indica che il regno titolato non è riconosciuto dalla NJPW                         |
| ()      | Tra parentesi viene indicato la data e il numero di giorni riconosciuti dalla NJPW |

| Legenda  | Legenda |
| -------- | --- |
| #        | Indica il numero del regno titolato |
| Regno    | Viene indicato il numero del regno del campione |
| Data     | La data in cui il titolo è stato vinto; nel caso il titolo è stato vinto in un evento registrato viene indicata anche la data della messa in onda                                |
| Località | La città in cui il titolo è stato vinto |
| Evento   | L'evento dove ha conquistato il titolo |
| Note     | Vengono inserite informazioni come cambio di nome del titolo o cambio della cintura, oltre a specificare in quale incontro (diverso da un match singolo) il titolo è stato vinto |
| Fonti    | Fonti che ne attestino la veridicità |

| # | Campione          | Regno | Data           | Giorni | Difese | Località            | Evento                                | Note | Fonti |
| - | ----------------- | ----- | -------------- | ------ | ------ | ------------------- | ------------------------------------- | --- | ----- |
| 1 | Hiroshi Tanahashi | 1     | 23 aprile 2003 | 622    | 11     | Hiroshima, Giappone | Strong Energy 2003                    | Tanahashi ha sconfitto Shinya Makabe nella finale del torneo per l'assegnazione del titolo.                                   |       |
| 2 | Shinsuke Nakamura | 1     | 4 gennaio 2005 | 117    | 0      | Tokyo, Giappone     | Toukon Festival: Wrestling World 2005 | |       |
| — | Vacante           | —     | 1º maggio 2005 | —      | —      | —                   | —                                     | Reso vacante dalla NJPW poiché Nakamura non difese il proprio titolo.                                                         |       |
| 3 | Hiroshi Tanahashi | 2     | 18 giugno 2005 | 354    | 2      | Kyoto, Giappone     | Best of the Super Jr. XII             | Tanahashi ha sconfitto Toru Yano nella finale del torneo per la riassegnazione del titolo.                                    |       |
| — | Ritirato          | —     | 7 giugno 2006  | —      | —      | —                   | —                                     | Reso vacante dallo stesso Tanahashi per potersi concentrare sull'IWGP Heavyweight Championship. Il titolo venne poi ritirato. |       |